# Плонка-Струмянка
Плонка-Струмянка (пол. Płonka-Strumianka) — село в Польщі, у гміні Лапи Білостоцького повіту Підляського воєводства.
Населення — 307 осіб (2011).
У 1975-1998 роках село належало до Білостоцького воєводства.

## Демографія
Демографічна структура станом на 31 березня 2011 року:
|          | Загалом | Допрацездатний вік | Працездатний вік | Постпрацездатний вік |
| -------- | ------- | ------------------ | ---------------- | -------------------- |
| Чоловіки | 155     | 37                 | 102              | 16                   |
| Жінки    | 152     | 30                 | 87               | 35                   |
| Разом    | 307     | 67                 | 189              | 51                   |